# Pogoniulus makawai
Pogoniulus makawai е вид птица от семейство Lybiidae.

## Разпространение
Видът е разпространен в Замбия.